# Ягановка (Сумская область)
Ягановка (укр. Яганівка) — село, Ягановский сельский совет,
Липоводолинский район, Сумская область, Украина.
Код КОАТУУ — 5923287201. Население по переписи 2001 года составляло 222 человека.
Является административным центром Ягановского сельского совета, в который, кроме того, входят сёла Бугаевка и Грабщина.

## Географическое положение
Село Ягановка находится на расстоянии в 0,5 км от села Грабщина. По селу протекает пересыхающий ручей с запрудой.

## История
- Село Ягановка известно с XVIII века.
- Село указано на подробной карте Российской Империи и близлежащих заграничных владений 1816 года как хутор Ягановка.[2]в списке населенных мест Полтавской губернии за 1912 год есть, а за 1862 нет ( имела другое официальное название Ягоновка (Ягиновка))[3]

## Экономика
- Молочно-товарная ферма.